# زاك بروكس
زاك بروكس (بالإنجليزية: Zac Brooks)‏ هو لاعب كرة قدم أمريكية أمريكي، ولد في 1 فبراير 1993 في جونزبورو في الولايات المتحدة.

## وصلات خارجية
- زاك بروكس على موقع مرجع كرة القدم المحترفة.كوم (الإنجليزية)